# Бальдивьесо, Маурисио
Пабло Маури́сио Бальдивье́со Ферруфино (исп. Pablo Mauricio Baldivieso Ferrufino; род. 22 июля 1996[…], Ла-Пас) — боливийский футболист. Самый молодой профессиональный игрок в истории футбола.

## Биография
К 19 июля 2009 года, когда «Аурора» должна была проводить матч чемпионата с «Ла-Пасом», тренер первых Хулио Сесар Бальдивьесо испытывал проблемы с травмированными игроками, поэтому ему пришлось вводить в основной состав молодёжь. На 84-й минуте Хулио Сесар выпустил на поле своего двенадцатилетнего сына Маурисио, который, играя под десятым номером, трижды коснулся мяча и заработал один штрафной. Сфолившего на нём Ромуло Алаку стадион освистал, так как юному футболисту понадобились носилки, чтобы покинуть поле, однако он доиграл матч, завершившийся минимальной победой «Ла-Паса» (1:0), до конца. Хулио Сесар собирался и далее использовать в игре своего сына, но руководство клуба потребовало вывода Маурисио из состава команды, с чем Хулио Сесар не согласился, после чего оба покинули «Аурору».
Таким образом, Маурисио Бальдивьесо стал самым юным футболистом в истории футбола, дебютировавшим в высших дивизионах. В дальнейшем он планировал перебраться в «Реал Мадрид» или «Манчестер Юнайтед».
31 июля 2011 года Бальдивьесо-младший вышел на замену на 89-й минуте игры против «Хорхе Вильстерманна», вновь под руководством своего отца. В 2012 году, несмотря на уход с поста главного тренера Хулио Сесара, Маурисио продолжал оставаться игроком «Ауроры» и даже попадал в заявку на игры чемпионата Боливии. После того, как Маурисио сыграл ещё один матч за основу «Ауроры», он перешёл в «Реал Потоси», чьим главным тренером стал его отец.
В 2012 году отец и сын Бальдивьесо вернулись в «Аурору», и Маурисио провёл довольно хороший сезон, забив за команду три мяча в 19 матчах. В 2015 году Маурисио стал игроком «Хорхе Вильстерманна». Полузащитник не сумел стать игроком основы, редко появляясь на поле, но всё же принял участие в двух матчах победного чемпионата Клаусуры 2016.
С января 2018 года Маурисио является свободным агентом и неизвестно, собирается ли он продолжать профессиональную карьеру.

## Титулы
- Чемпион Боливии: Клаусура 2016